# Dödsnatten i Stammheim

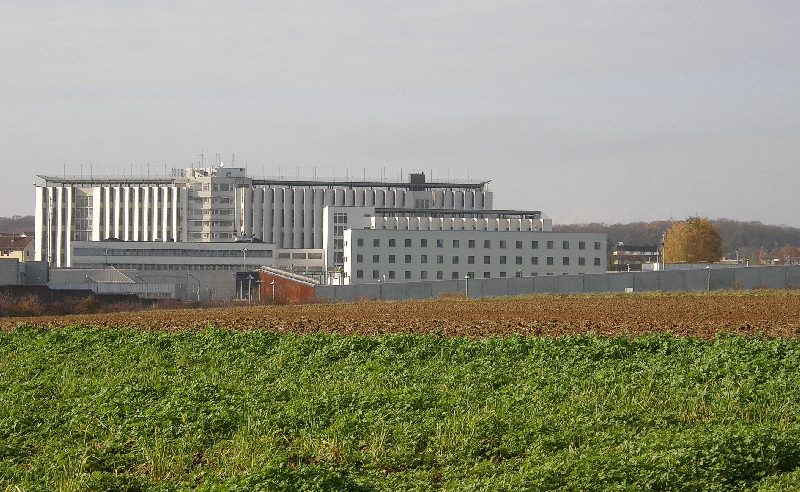
Stammheimfängelset i Stuttgart.

Dödsnatten i Stammheim (tyska Todesnacht von Stammheim) var natten till den 18 oktober 1977, då de tre fängslade RAF-ledarna Andreas Baader, Gudrun Ensslin och Jan-Carl Raspe enligt officiella rapporter begick självmord i Stammheimfängelset i Stuttgart. En fjärde RAF-intern, Irmgard Möller, överlevde sitt förmodade självmordsförsök. Termen "dödsnatten" kommer från biografin Baader–Meinhof – sju år som förändrade Förbundsrepubliken (tyska Der Baader-Meinhof-Komplex) av Stefan Aust (1985).

## Bakgrund
Fem dagar tidigare hade fyra aktivister ur Folkfronten för Palestinas befrielse (PFLP) kapat ett av Lufthansas trafikflygplan och i mellanlandning i Rom tillkännagivit att de ville att Baader, Ensslin och Raspe skulle friges från fängelset. Kaparna tvingade flygplanet till Mogadishu i Somalia, där Västtysklands antiterrorstyrka GSG 9 stormade flygplanet, sköt ihjäl tre av de fyra terroristerna och fritog gisslan.

## Förlopp och teorier
På morgonen den 18 oktober påträffades Baader och Ensslin döda i sina celler. Baaders kropp uppvisade bland annat skotthål i bakhuvudet; Ensslin hade hängt sig med en elsladd fastsatt i cellens fönstergaller. Raspe, som befann sig i sin säng med en skottskada i tinningen, avled senare på sjukhus.
Den officiella versionen av de nattliga händelserna är att Baader, Ensslin och Raspe begick självmord, men en del personer på framförallt vänsterkanten misstror myndigheterna och menar att de tre ledarna mördades med den västtyska statens goda minne. Det finns olika omständigheter som stödjer dessa teorier. Det är mycket oklart hur Baader fick tillgång till den pistol som han senare skulle ha skjutit sig med. Att Möller, som överlevde, lyckats hugga sig själv fyra gånger med en kniv nära hjärtat framstår också som egendomligt. Även Ulrike Meinhofs död den 9 maj 1976 är höljd i dunkel; enligt obduktionsrapporten ska hennes nacke varit bruten innan strypsnaran anbringats. En grupp brittiska läkare ombads att studera obduktionsrapporten och konstaterade att Meinhofs kropp inte uppvisade de sedvanliga tecknen på självmord genom hängning. Läkarna drog även slutsatsen att Meinhof kan ha blivit utsatt för våldtäkt innan hon dog, då de yttre genitalierna, enligt obduktionsprotokollet, uppvisade kraftiga svullnader. Vid obduktionen hade man inte gjort något så kallat histaminprov; detta hade kunnat visa om Meinhofs död var självmord eller inte. Däremot avlägsnades hennes hjärna före begravningen, och den återlämnades först flera år senare till Ulrikes dotter.

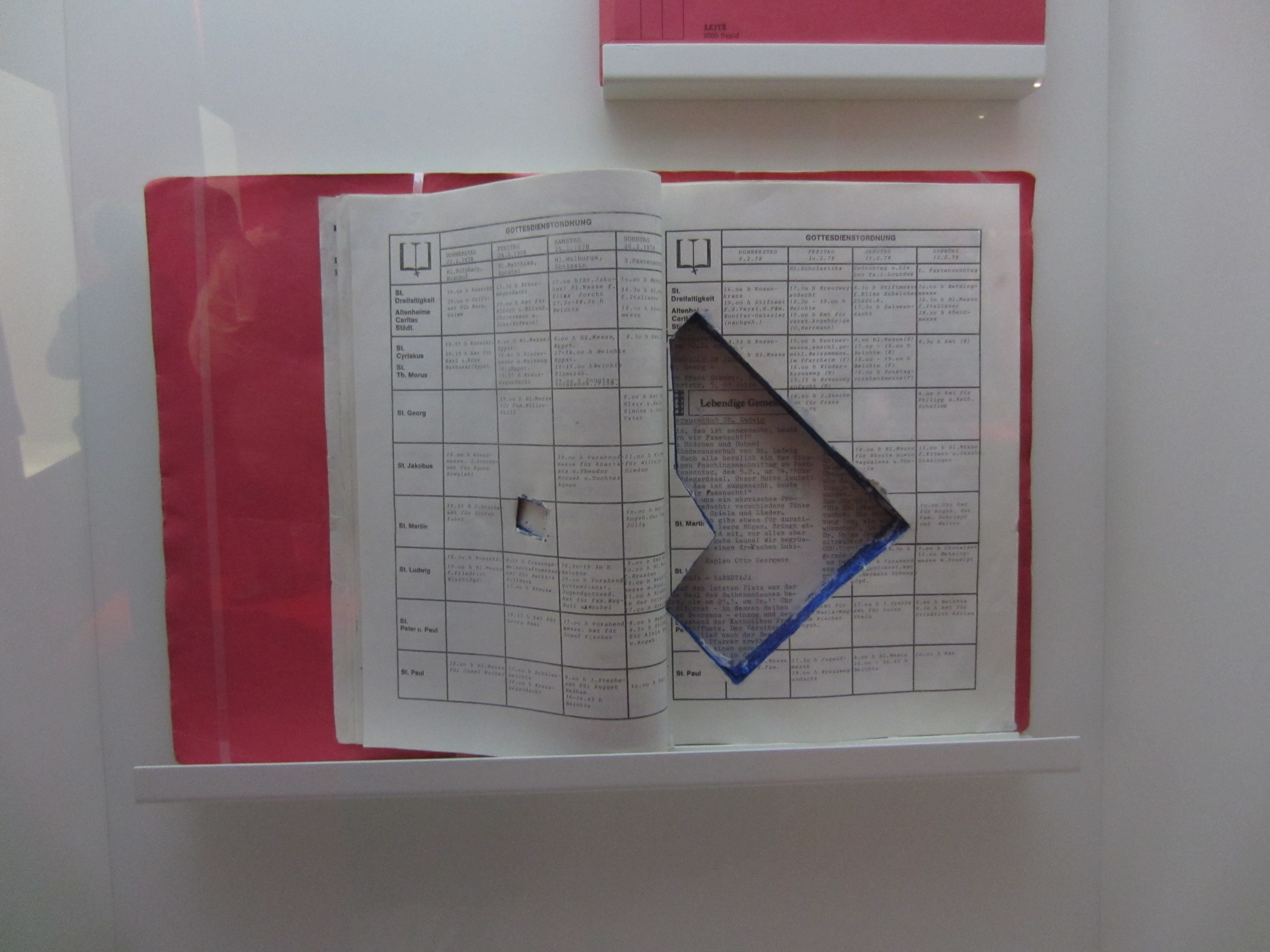
I en gömma av denna typ skall en pistol ha smugglats in till Andreas Baader.

Senare undersökningar gav vid handen att RAF-advokaten Arndt Müller uppenbarligen hade fört in vapen i Stammheimfängelset genom att gömma dessa i aktsamlingar. Baader skall enligt uppgift ha haft en pistol gömd i sin cell under flera veckor före sin död; det rörde sig om en FÉG, vilken han förvarade i sin skivspelare.
Skivspelaren, där pistolen skall ha förvarats, avlägsnades från cellen redan den 5 september. Advokaten kontrollerades fysiskt och med metalldetektor, handlingarna kontrollerades av fängelsepersonalen, och fångarna kläddes av nakna och gavs nya kläder efter besöket, innan de fick återvända till cellen. Efter den 6 september fick de inte ha någon kontakt överhuvudtaget med omvärlden: inte med advokaten, inte läsa tidningar, inte lyssna på radio, och inte ha kontakt med andra fångar.
Baader hade enligt obduktionsprotokollet fått ett skott genom huvudet, från nacken till pannan. Tre skott hade avfyrats. Krutspår påträffades på Baaders högra hand, som tydligen hållit vapnet. Hans mor anger att han var vänsterhänt. Även Raspe hade fått ett skott från bakhuvudet mot pannan. För hans del nämns inga spår av krut. Kniven som Möller skall ha huggit sig fyra gånger i bröstet med var en bordskniv.